# SPARC64 IV
A SPARC64 IV egy 64 bites, szerverekbe szánt mikroprocesszor, amelyet a japán Fujitsu vállalat bocsátott ki 2000. augusztus 1-én. A SPARC64 IV a SPARC architektúra 9. verziójának megvalósítása volt, és a Fujitsu használta PrimePower szervereiben. A SPARC64 III és SPARC64 IV processzorokat különböző források a SPARC64 GP családba sorolják.
A SPARC64 IV a SPARC64 III továbbfejlesztése volt, és 2000. augusztus 1-én 400 és 450 MHz-es változatokban jelent meg. Az integrált 1. szintű gyorsítótár méretét 2 x 64 KiB-ról duplájára, 2 x 128 KiB-ra növelték, ez alatt az adat- és az utasítás-gyorsítótárak értendők. A 2. szintű gyorsítótár kettős adatsebességű DDR SRAM-mal épült fel. A feltételes elágazások során az elágazás-előrejelzést a 16 384 bejegyzésűre bővített elágazási célpuffer támogatja.
Emellett ebben a processzortípusban megjelent a vizuális utasításkészlet támogatása, amelyet a Sun Microsystems vezetett be az UltraSPARC típusokban.
A SPARC64 IV 30 millió tranzisztorból állt, a Fujitsu saját CS80 folyamatával gyártotta, ami egy 180 nanométeres 6 rétegű réz fémezésű CMOS eljárás. Belső tápfeszültsége 1,8 volt, és 2,5 vagy 3,3 V-ot használt külsőleg. A processzor 1206 tűs tokozásba került, amelyből 552 a jelek továbbítására, 405 az elektromos táplálás és a földelés céljaira szolgál. A csip mérete 37,5 × 37,5 mm.
2002. július 17-én a Fujitsu bemutatta a SPARC64 IV újabb generációját, ezek 700, 788 és 810 MHz-es órajeleken futottak (előzőleg egy 600 MHz-es verziót már 2001-ben bemutattak).
Ezeket a processzorokat a Fujitsu saját CS85 folyamatával gyártotta, ami egy 130 nanométeres 6 rétegű réz fémezésű CMOS eljárás. A processzorok belső feszültségét 1,5 voltra csökkentették, míg a külső (táp- és be/kimeneti) feszültség 1,8 vagy 2,5 volt lehetett.

## Fordítás
Ez a szócikk részben vagy egészben  a   SPARC64 IV című norvég Wikipédia-szócikk ezen változatának fordításán alapul.  Az eredeti cikk szerkesztőit annak laptörténete sorolja fel. Ez a jelzés csupán a megfogalmazás eredetét és a szerzői jogokat jelzi, nem szolgál a cikkben szereplő információk forrásmegjelöléseként.